# Língua tailandesa
O tailandês (ภาษาไทย, transl. Phasa Thaiⓘ, transcrição: phasa thai, trans. ISO 11940: p̣hās̄ʹāthịy; AFI: [pʰāːsǎːtʰāj]), ou ainda siamês, é o idioma nacional e oficial da Tailândia, e a língua materna do povo tai, grupo dominante no país. O tailandês é um membro do grupo tai da família linguística kra-dai, que teria se originado no sul da atual China, e que alguns linguistas associaram, alternadamente, às famílias austroasiática, austronésia e sino-tibetana. É uma língua tonal e analítica; a combinação da entonação com uma ortografia complexa, indicadores de relação e uma fonologia distinta fazem do tailandês um idioma de difícil aprendizado para aqueles que não falam um idioma afim. O tailandês é mutualmente inteligível com o laosiano.

## Línguas e dialetos
O tailandês padrão, também conhecido como tailandês central ou siamês, é o idioma oficial da Tailândia, falado por cerca de 65 milhões de pessoas (1990), incluindo os falantes do tailandês de Bangkok (embora este seja, por vezes, considerado um dialeto à parte). O tailandês khorat é falado por cerca de 400 000 (1984) em Nakhon Ratchasima, e ocupa uma posição linguística intermediária entre o tailandês central e o isan, num contínuo dialetal, e pode ser considerado uma variante ou um dialeto de cada um dos dois. A maioria das pessoas na região de Isan, na Tailândia, fala um dialeto do laociano, que influenciou muito o dialeto central tailandês.
Além do tailandês padrão, a Tailândia também é a pátria de outras línguas tais, que incluem:
- isan (nordeste da Tailândia), língua da região homônima do país, considerada também um dialeto do laociano, com o qual tem diversas semelhanças (embora seja escrito no alfabeto tailandês). É falado por cerca de 15 milhões de pessoas. (1983).
- nyaw, falado principalmente nas províncias de Nakhon Phanom, Sakhon Nakhon e Udon Thani, no nordeste do país.
- galung, falado na província de Nakhon Phanom
- lü (Tai Lue, Dai), falado por cerca de 78 000 (1993) no norte do país
- tailandês setentrional (Lanna, Kam Meuang ou Thai Yuan), falado por cerca de seis milhões (1983) no antigo reino independente de Lanna (Chiang Mai).
- phuan, falado por um número desconhecido de pessoas na Tailândia central, Isan e no norte do Laos
- tailandês phu, falado por cerca de 156 000 em torno da província de Nakhon (1993)
- shan (Thai Luang, Tai Long, Thai Yai), falado por cerca de 56 000 no noroeste da Tailândia ao longo da fronteira com os Estados Shan, da Birmânia (1993)
- song, falado por cerca de 20 000 a 30 000 na Tailândia central e setentrional (1982)
- tailandês meridional (Pak Dtai), falado por cerca de cinco milhões (1990)
- tai dam, falado por cerca de 20 000 (1991) nas províncias de Isan e Saraburi.

Muitos destes idiomas são falados por um grande número de pessoas fora da Tailândia.[carece de fontes?] A maior parte dos falantes de dialetos e idiomas minoritários também fala o tailandês central, já que ele é o idioma usado em escolas e universidades por todo o reino.
Diversas línguas que não têm parentesco com o tailandês são faladas dentro da Tailândia por minorias étnicas, como os povos das tribos das montanhas. Estas línguas incluem o hmong-mien (yao), o karen, o lisu, entre outros.
O tailandês padrão é composto por diversos registros distintos, formas usadas em diferentes contextos sociais:
- tailandês coloquial (ภาษาพูด, "tailandês falado"): informal, sem a presença de formas de tratamento respeitosas, usado entre amigos e parentes próximos
- tailandês elegante (ภาษาเขียน, "tailandês escrito"): versão oficial e escrita, inclui formas de tratamento respeitosas, e é usado, numa forma simplificada, em jornais.
- tailandês retórico: usado em discursos públicos.
- tailandês religioso: altamente influenciado pelo sânscrito e pelo páli, é usado para se discutir o budismo ou se referir a monges.
- tailandês real (ราชาศัพท์): influenciado pelo khmer, é usado para se dirigir aos membros da família real, ou para descrever suas atividades.

A maior parte dos tailandeses pode falar e compreender todos estes socioletos; o tailandês coloquial e o elegante formam a base da maior parte das conversas, e o tailandês retórico, religioso e real são ensinados nas escolas, como parte do currículo nacional.

## Escrita
O alfabeto tailandês é derivado do alfabeto khmer, que por sua vez tomou como modelo a escrita brâmica, da família das escritas índicas. O idioma e o alfabeto são parentes próximos do laociano e do alfabeto laociano, e a maior parte dos indivíduos alfabetizados neste idioma podem ler e compreender o tailandês, já que mais da metade do vocabulário, da gramática, da entonação e de outros fatores são partilhados pelos dois idiomas.
Da mesma maneira que o birmanês adotou o alfabeto mon, que também tem origem índica, os tailandeses adotaram e modificaram a escrita khmer para criar seu próprio sistema de escrita. Enquanto a inscrição mais antiga do khmer data de 611, as inscrições no alfabeto tailandês só começaram a aparecer por volta de 1292.
Entre algumas de suas características de destaque, estão:
- É um abugida, no qual a vogal implícita é um /a/ curto, em sílabas sem consoante final, e um /o/ curto em sílabas com consoante final.
- Indicadores de entonação são colocados sobre a consoante, antes do som vocálico da sílaba.
- Vogais que soem depois de uma consoante são não sequenciais: podem ser localizados antes, depois, acima ou em baixo da consoante, ou numa combinação destas posições.

### Alfabeto
| Símbolo | Nome                          | Instituto Real | Instituto Real |
| Início  | Fim                           |                |                |
| ก       | ko kai (frango)               | k              | k              |
| ข       | kho khai (ovo)                | kh             | k              |
| ฃ       | kho khuat (frasco) [obsoleta] | kh             | k              |
| ค       | kho khwai (búfalo-asiático)   | kh             | k              |
| ฅ       | kho khon (pessoa) [obsoleta]  | kh             | k              |
| ฆ       | kho ra-khang (sino)           | kh             | k              |
| ง       | ngo ngu (cobra)               | ng             | ng             |
| จ       | dio chan (placa)              | dio            | t              |
| ฉ       | cho ching (pratos)            | ch             | -              |
| ช       | cho chang (elefante)          | ch             | t              |
| ซ       | so so (corrente)              | s              | t              |
| ฌ       | cho choe (arbusto)            | ch             | -              |
| ญ       | yo ying (mulher)              | y              | n              |
| ฎ       | do cha-da (tocado)            | d              | t              |
| ฏ       | to pa-tak (aguilhão)          | t              | t              |
| ฐ       | tho san-than (base)           | th             | t              |
| ฑ       | tho nangmon-tho (dançarina)   | th             | t              |
| ฒ       | tho phu-thao (velho)          | th             | t              |
| ณ       | no nen (monge noviço)         | n              | n              |
| ด       | do dek (menino)               | d              | t              |
| ต       | to tao (tartaruga)            | t              | t              |
| ถ       | tho thung (saco)              | th             | t              |
| ท       | tho thahan (soldado)          | th             | t              |
| ธ       | tho thong (bandeira)          | th             | t              |
| น       | no nu (rato)                  | n              | n              |
| บ       | bo baimai (folha)             | b              | p              |
| ป       | po plaa (peixe)               | p              | p              |
| ผ       | pho phueng (abelha)           | ph             | -              |
| ฝ       | fo fa (topo)                  | f              | -              |
| พ       | pho phan (bandeja)            | ph             | p              |
| ฟ       | fo fan (dente)                | f              | p              |
| ภ       | pho sam-phao (veleiro)        | ph             | p              |
| ม       | mo ma (cavalo)                | m              | m              |
| ย       | yo yak (gigante)              | y              | y              |
| ร       | ro ruea (navio)               | r              | n              |
| ล       | lo ling (macaco)              | l              | n              |
| ว       | wo waen (anel)                | w              | w              |
| ศ       | so sala (pavilhão)            | s              | t              |
| ษ       | so rue-si (eremita)           | s              | t              |
| ส       | so suea (tigré)               | s              | t              |
| ห       | ho hip (peito)                | h              | -              |
| ฬ       | lo chu-la (cometa)            | l              | n              |
| อ       | o ang (bacia)                 | ʔ              | -              |
| ฮ       | ho nok-huk (coruja)           | h              | -              |

### Transcrição
Não há uma maneira universal de se transcrever o tailandês para o alfabeto latino. Por exemplo, o nome do rei Rama IX, o anterior monarca do país, pode ser transcrito como Bhumibol, Phumiphon, phuuM miH phohnM, ou de diversas outras maneiras. Cada guia, apostila ou dicionário pode seguir um destes diversos sistemas e, por este motivo, a maior parte dos cursos do idioma recomendam que desde cedo o estudante tente dominar o próprio alfabeto tailandês.
A transcrição que mais se aproxima de um padrão é o Sistema Geral Real Tailandês de Transcrição (em inglês: Royal Thai General System of Transcription, também conhecido pela sigla RTGS), publicado pelo Instituto Real Tailandês. Este sistema cada vez mais vem sendo usado na Tailândia, tanto pelo governo central quanto pelos governos locais, especialmente nas placas em vias públicas. O principal ponto contra este método é que ele não indica a entonação ou a duração das vogais; não é possível reconstruir a grafia original em tailandês, portanto, a partir da transcrição RTGS.

### Transliteração
A Organização Internacional para a Padronização (International Organization for Standardization, ISO) publicou um padrão internacional para a transliteração do tailandês para o alfabeto latino em setembro de 2003 (ISO 11940). Ao colocar diacríticos nas letras latinas, o sistema torna a transcrição reversível - o que a torna de fato uma verdadeira transliteração. O sistema foi projetado para o uso acadêmico, porém raramente é usado em qualquer contexto.

## Gramática
De uma perspectiva de tipologia linguística, o tailandês pode ser considerado um idioma analítico. A ordem das palavras é Sujeito-Verbo-Objeto, embora o sujeito seja frequentemente omitido. O sistema de pronomes do tailandês varia de acordo com o sexo e o status relativo tanto de quem está falando como de quem lhe ouve.

### Adjetivos e Advérbios
O tailandês não faz distinções morfológicas entre advérbios e adjetivos; muitas palavras podem ser usadas em qualquer uma das funções. São usados depois da palavra que modificam, que pode ser um substantivo, um verbo, ou mesmo outro adjetivo ou advérbio. A intensidade pode ser expressa através de uma palavra dobrada, que é usada para significar "muito" (com a primeira ocorrência da palavra num tom mais alto que a segunda) ou "um tanto" (com ambas no mesmo tom). Normalmente, apenas uma palavra é duplicada por sentença.
- คนอ้วน (khon uan, AFI: [kʰon ʔuan ]) uma pessoa gorda
- คนอ้วนๆ (khon uan uan, AFI: [kʰon ʔuan ʔuan]) uma pessoa muito/um tanto gorda
- คนที่อ้วนเร็วมาก (khon thi uan reo mak) uma pessoa que fica/ficou gorda muito rapidamente
- คนที่อ้วนเร็วมากๆ (khon thi uan reo mak mak) uma pessoa que fica/ficou gorda muito muito rapidamente

Os comparativos são expressos no formato "A X กว่า  B" (kwa, AFI: [kwaː]), A é mais X que B. O superlativo é expresso como "A X ที่สุด" (thi sut, AFI: [tʰiːsut]), A é o mais X.
- เขาอ้วนกว่าฉัน (khao uan kwa chan) Ele/ela é mais gordo que eu.
- เขาอ้วนที่สุด (khao uan thi sut) Ele/ela é o/a mais gordo/a (de todos).

Devido ao fato de que adjetivos podem ser usados como predicados inteiros, muitas palavras que são usadas para indicar o tempo verbal podem ser usadas para descrever adjetivos.
- ฉันหิว (chan hiu) Estou com fome.
- ฉันจะหิว (chan cha hiu) Estarei com fome.
- ฉันกำลังหิว (chan kamlang hiu) Estou ficando com fome. ou Estou com fome agora.
- ฉันหิวแล้ว (chan hiu laeo) Já estou com fome. ou Já estava com fome.

- - Nota: ฉันหิวแล้ว significa principalmente "estou com fome agora", porque normalmente แล้ว (laeo) é uma palavra usada para indicar o passado, mas que por vezes pode ser usada sem qualquer significado, por eufonia; por exemplo, em แล้วเธอจะไปไหน (laeo thoe cha pai nai), Onde você irá?, o แล้ว (laeo) não significa nada, muito menos é usado para indicar o passado.

### Verbos
Verbos não são flexionados (ou seja, não mudam de acordo com a pessoa, o tempo, o número e o modo) nem existem particípios. A repetição do verbo transmite a ideia de que a ação expressa pelo verbo está sendo feita de maneira intensa.
A voz passiva é indicada pela inserção de ถูก (thuk, AFI: [tʰuːk])) antes do verbo. Por exemplo:
- เขาถูกตี (khao thuk ti, AFI: [kʰǎw tʰuːk tiː]), Ele foi atingido. Isto descreve uma ação que está fora do controle de quem a "recebe" e, por isso, passa a ideia de sofrimento.

Para expressar o sentido oposto, indicando a chegada de uma oportunidade, ได้ (dai, AFI: [daj], poder) é usado. Por exemplo:
- เขาจะได้ไปเที่ยวเมืองลาว (khao cha dai pai thiao mueang lao, AFI: [kʰǎw tɕaʔ dâj paj tʰîow mɯːaŋ laːw]), Ele consegue visitar o Laos.

Nota: dai (AFI: [daj] e AFI: [daːj]), embora grafado da mesma maneira (ได้), apresenta dois significados diferentes. A variante com a vogal curta, dai (AFI: [daj]), passa a ideia do surgimento de uma oportunidade, e é colocada antes do verbo. Já a variante com a vogal longa, dai (AFI: [daːj]), é colocada depois do verbo, e passa a ideia de que a pessoa de quem se fala recebeu permissão, ou tem a capacidade de fazer algo.
- เขาตีได้ (khao ti dai, AFI: [kʰǎw tiː dâːj]), Ele pode/podia bater (no sentido de receber permissão para fazê-lo) ou Ele pode/podia bater (no sentido de ter a capacidade de fazê-lo).

A negação é indicada pela inserção de ไม่ (mai, "não") antes do verbo.
- เขาไม่ตี, (khao mai ti) Ele não está batendo. ou Ele não bate.

O tempo verbal é expresso por indicadores de tempo, colocados antes ou depois do verbo.
O presente pode ser indicado por กำลัง (kamlang, AFI: [kamlaŋ], "atualmente") antes do verbo para indicar ações que estão ocorrendo (de maneira similar ao -ing do inglês), através de อยู่ (yu, AFI: [juː]), depois do verbo, ou com ambos. Por exemplo:
- - เขากำลังวิ่ง (khao kamlang wing,  AFI: [kʰǎw kamlaŋ wiŋ]), ou
  - เขาวิ่งอยู่ (khao wing yu, AFI: [kʰǎw wiŋ juː]), ou
  - เขากำลังวิ่งอยู่ (khao kamlang wing yu, AFI: [kʰǎw kamlaŋ wiŋ juː]), Ele está correndo.

O futuro pode ser indicado através de จะ (cha, AFI: [tɕaʔ]) antes do verbo, ou através de uma expressão de tempo que indique o futuro. Por exemplo:
- - เขาจะวิ่ง (khao cha wing, AFI: [kʰǎw tɕaʔ wiŋ]), Ele correrá

O passado pode ser indicado com ได้ (dai, AFI: [daːj]) antes do verbo, ou por uma expressão de tempo que indique o passado. No entanto, แล้ว (laeo, :AFI: [lɛːw], "já") é usado de maneira mais frequente para indicar o tempo passado, e é colocado logo após o verbo. Por vezes, tanto ได้ quanto แล้ว são usados para formar a expressão no passado, ou seja, sujeito + ได้ + verbo + แล้ว. Por exemplo:
- - เขาได้กิน (khao dai kin, AFI: [kʰǎw daːj kin]), Ele comeu
  - เขากินแล้ว (khao kin laeo, AFI: [kʰǎw kin lɛːw], Ele (já) comeu
  - เขาได้กินแล้ว (khao dai kin laeo, AFI: [kʰǎw daːj kin lɛːw]), Ele (já) comeu

### Substantivos e pronomes
No tailandês, os substantivos não são flexionados e não têm gênero; também não existem artigos.
Os substantivos não são nem singulares nem plurais. Alguns substantivos específicos são redobrados de maneira a formar coletivos: เด็ก (dek, "criança") é frequentemente repetido, como เด็กๆ (dek dek), de modo a se referir a um grupo de crianças. A palavra พวก (phuak, [pʰûak]) pode ser usada tanto como prefixo de um substntivo ou pronome, ou como um coletivo, para pluralizar ou enfatizar a palavra seguinte (พวกผม, phuak phom, [pʰûak pʰǒm], nós, masculino; พวกเรา phuak rao, [pʰûak raw], nós enfatizado; พวกหมา phuak ma, (os) cães). Os plurais são expressos através de classificadores, usados como numerais (ลักษณนาม), na forma substantivo-número-classificador (ครูห้าคน, lit. "professor cinco pessoa", significando "cinco professores"). Enquanto, no português, estes classificadores são inexistentes ("quatro cadeiras") ou opcionais ("duas garrafas de cerveja" ou "duas cervejas"), no tailandês, são quase sempre usados ("cadeira quatro item" para "quatro cadeiras", ou "cerveja duas garrafas" para "duas garrafas de cerveja")
O sujeitos que são pronomes costumam ser omitidos, enquanto apelidos (alcunhas) costumam ser usados onde o português se utilizaria de um pronome. Existem pronomes especializados para o tailandês real e sacro. Os seguintes pronomes são apropriados para o uso na conversação:
| Palavra   | RTGS             | AFI                   | Significado                                                                                          |
| --------- | ---------------- | --------------------- | --- |
| ผม        | phom             | [pʰǒm]                | eu/mim (masculino; formal)                                                                           |
| ดิฉัน       | dichan           | [dìːtɕʰán])           | eu/mim (feminino; formal)                                                                            |
| ฉัน        | chan             | [tɕʰǎn]               | eu/mim (masculino ou feminino; informal)                                                             |
| คุณ        | khun             | [kʰun]                | tu (formal)                                                                                          |
| ท่าน       | than             | [tʰân]                | tu (formal, para uma pessoa de status elevado)                                                       |
| เธอ       | thoe             | [tʰɤː]                | tu (informal), ela (informal)                                                                        |
| เรา       | rao              | [raw]                 | nós/nos, eu/mim/tu (casual)                                                                          |
| เขา       | khao             | [kʰǎw]                | ele, ela                                                                                             |
| มัน        | man              | [mɑn]                 | isto                                                                                                 |
| พวกเขา    | phuak khao       | [pʰûak kʰǎw]          | eles                                                                                                 |
| พี่         | phi              | [pʰîː]                | irmão ou irmã mais velhos (também usado de maneira coloquial para primos e não parentes mais velhos) |
| น้อง       | nong             | [nɔːŋ]                | irmão ou irmã mais novos (também usado de maneira coloquial para primos e não parentes mais novos)   |
| ลูกพี่ ลูกน้อง | luk phi luk nong | [luːk pʰiː luːk nɔːŋ] | primo(a)                                                                                             |

O pronome reflexivo é ตัวเอง (tua eng), que é usado de forma geral. Pode ser combinado com outro pronome, criando, assim, um pronome intensivo, como ตัวผมเอง (tua phom engː literalmente, "eu mesmo") ou ตัวคุณเอง (tua khun engː literalmente, "você mesmo").
O tailandês não apresenta pronomes possessivos separados; em vez disso, a posse é indicada pela partícula ของ (khong). Por exemplo, "minha mãe" é แม่ของผม (mae khong phom, lit: "mãe de eu"). Esta partícula pode ser apenas implícita, e a frase é reduzida para แม่ผม (mae phom).
A lista mostrada acima é um resumo; o tailandês tem muitos outros pronomes, e seu uso é repleto de nuances. Por exemplo:
- "ผม เรา ฉัน ดิฉัน ชั้น หนู กู ข้า กระผม ข้าพเจ้า กระหม่อม อาตมา" são todas palavras que podem ser traduzidas como "eu", porém cada uma exprime diferentes relações de gênero, idade, educação e condição social entre os interlocutores.
- เรา (rao) pode significar a primeira pessoa ("eu"), a segunda pessoa ("tu"), ou ambas ("nós"), dependendo do contexto.
- Ao se falar com uma pessoa mais velha, หนู (nu) é o pronome feminino na primeira pessoa ("eu"). No entanto, ao falar com alguém mais jovem, a mesma palavra se torna um pronome neutro de segunda pessoa ("tu").
- O pronome de segunda pessoa เธอ (thoe, lit: "você") é semi-feminino, e é usado apenas quando a pessoa que está falando, ou a que está ouvindo (ou ambas) são do sexo feminino. Homens normalmente não se referem uns aos outros por este pronome.
- Tanto คุณ (khun) quanto เธอ (thoe) são pronomes neutros de segunda pessoa, usados em contextos formais. No entanto, คุณเธอ (khun thoe) também é um pronome feminino da terceira pessoa considerado ofensivo.
- Em vez de usar um pronome de segunda pessoa como "คุณ" ("tu"), é muito mais comum entre estranhos sem qualquer parentesco utilizarem "พี่ น้อง ลุง ป้า น้า อา ตา ยาย" (irmão/irmã/tio/tia/vovó).
- Para indicar respeito, o pronome da segunda pessoa costuma ser substituído por uma profissão, de maneira semelhante à forma de tratamento "meritíssimo" usada para se referir a juízes. No tailandês, por exemplo, os estudantes sempre se referem a seus professores como "ครู คุณครู อาจารย์" (as três significam "professor") e jamais como คุณ ("tu" ou "você"). Além de professores, monges e médicos quase sempre recebem este tratamento especial.

### Partículas
As partículas são palavras, frequentemente impossíveis de serem traduzidas, que são adicionadas ao fim de uma frase, para indicar respeito, um pedido, incitação ou algum outro modo (de maneira semelhante à entonação no português), assim como variar o nível de formalidade. Estas partículas não são usadas no tailandês elegante (escrito).
As partículas mais comum que indicam respeito são ครับ (khrap, AFI: [kʰráp], com um tom alto) para um homem, e ค่ะ (kha, [kʰâ], com um tom descendente) para uma mulher; estes também podem ser usados para indicar uma alternativa.
Outras partículas comuns são:
| Palavra      | RTGS | AFI    | Significado                    |
| ------------ | ---- | ------ | ------------------------------ |
| จ๊ะ           | cha  | [tɕa]  | indica um pedido               |
| จ้ะ, จ้า or จ๋า | cha  | [tɕaː] | indica ênfase                  |
| ละ or ล่ะ     | la   | [la]   | indica ênfase                  |
| สิ            | si   | [si]   | indica ênfase ou um imperativo |
| นะ           | na   | [na]   | suavização; indica um pedido   |

## Fonologia

### Tons
O tailandês apresenta cinco tons fonêmicos: médio, baixo, alto, ascendente e descendente. A tabela a seguir mostra um exemplo dos tons fonêmicos e de sua realização fonética no alfabeto fonético internacional (AFI).
| tom      | tailandês | transcr. fonêmica | transcr. fonética | português                                         |
| -------- | --------- | ----------------- | ----------------- | ------------------------------------------------- |
| méd.     | นา        | /nāː/             | [naː˥˧]           | um arrozal                                        |
| baixo    | หน่า       | /nàː/             | [naː˧˩]           | (um apelido)                                      |
| ascend.  | หน้า       | /nâː/             | [naː˥˩]           | face                                              |
| alto     | น้า        | /náː/             | [naː˧˥]           | tia/tio (mais jovens que os pais do interlocutor) |
| descend. | หนา       | /nǎː/             | [naː˨˩˧]          | grosso                                            |

### Consoantes
O tailandês distingue entre três padrões de sonoridade e aspiração para as consoantes plosivas (ou oclusivas):
- surda, não aspirada
- surda, aspirada
- sonora, não aspirada

Enquanto muitos idiomas ocidentais fazem apenas uma distinção entre a consoante sonora e não aspirada (como /b/) e a sua equivalente surda e aspirada (no caso, /p/), o tailandês inclui um terceiro som, que não é nem sonoro nem aspirado (que ocorre no inglês, por exemplo, apenas como um alófono de /p/, aproximadamente o som do p de "spin"). Existe, ainda, de maneira similar, um trio de alveolares (/t/, /tʰ/, /d/). No grupo das velares, existe um par /k/ e /kʰ/, e no grupo das pós-alveolares a dupla /ts̠/ e /ts̠ʰ/ pair (estas são laminares, porém não são palatalizadas, como o /tɕ, tɕʰ/ do chinês).
Na tabela a seguir, a linha superior de cada célula indica o alfabeto fonético internacional (AFI), enquanto a inferior indica as letras tailandesas em sua posição inicial (todas as letras que aparecem no mesmo espaço são pronunciadas de maneira idêntica).
|                     | Bilabial | Bilabial     | Bilabial | Labio- dental | Alveolar      | Alveolar            | Alveolar     | Pós- alveolar | Pós- alveolar   | Palatal   | Velar   | Velar            | Velar   | Glotal    |
| ------------------- | -------- | ------------ | -------- | ------------- | ------------- | ------------------- | ------------ | ------------- | --------------- | --------- | ------- | ---------------- | ------- | --------- |
| Nasal               |          |              | [ m ] ม  |               |               |                     | [ n ] ณ,น    |               |                 |           |         |                  | [ ŋ ] ง |           |
| Plosiva             | [ p ] ป  | [ pʰ ] ผ,พ,ภ | [ b ] บ  |               | [ t ] ฏ,ต     | [ tʰ ] ฐ,ฑ*,ฒ,ถ,ท,ธ | [ d ] ฎ,ฑ*,ด |               |                 |           | [ k ] ก | [ kʰ ] ข,ฃ,ค,ฅ,ฆ |         | [ ʔ ] อ** |
| Fricativa           |          |              |          | [ f ] ฝ,ฟ     | [ s ] ซ,ศ,ษ,ส |                     |              |               |                 |           |         |                  |         | [ h ] ห,ฮ |
| Africada            |          |              |          |               |               |                     |              | [ ts̠ ] จ      | [ ts̠ʰ ] ฉ, ช, ฌ |           |         |                  |         |           |
| Vibrante            |          |              |          |               |               |                     | [ r ] ร      |               |                 |           |         |                  |         |           |
| Aproximante         |          |              |          |               |               |                     |              |               |                 | [ j ] ญ,ย |         |                  | [ w ] ว |           |
| Lateral aproximante |          |              |          |               |               |                     | [ l ] ล,ฬ    |               |                 |           |         |                  |         |           |

* ฑ pode ser pronunciada como [tʰ] ou [d], dependendo da palavra.
** A plosiva glotal fica implícita depois de uma vogal curta sem final, ou de um อ silencioso antes duma vogal.

### Vogais
As vogais básicas do idioma tailandês estão listadas na tabela a seguir. A linha superior mostra o símbolo que representa a vogal no alfabeto fonético internacional (AFI), enquanto a linha de baixo mostra-a no alfabeto tailandês. Um traço (–) indica a posição da consoante inicial, após o qual a vogal é pronunciada; um segundo traço indica que uma consoante final segue-se a ela.
|                | Anterior       | Anterior       | Posterior      | Posterior   | Posterior   | Posterior |
| desarredondado | desarredondado | desarredondado | desarredondado | arredondado | arredondado |           |
| curta          | longa          | curta          | longa          | curta       | longa       |           |
| -------------- | -------------- | -------------- | -------------- | ----------- | ----------- | --------- |
| Fechada        | /i/ -ิ          | /iː/ -ี         | /ɯ/ -ึ          | /ɯː/ -ื      | /u/ -ุ       | /uː/ -ู    |
| Semifechada    | /e/ เ-ะ        | /eː/ เ-        | /ɤ/ เ-อะ       | /ɤː/ เ-อ    | /o/ โ-ะ     | /oː/ โ-   |
| Semiaberta     | /ɛ/ แ-ะ        | /ɛː/ แ-        |                |             | /ɔ/ เ-าะ    | /ɔː/ -อ   |
| Aberta         |                |                | /a/ -ะ, -ั      | /aː/ -า     |             |           |

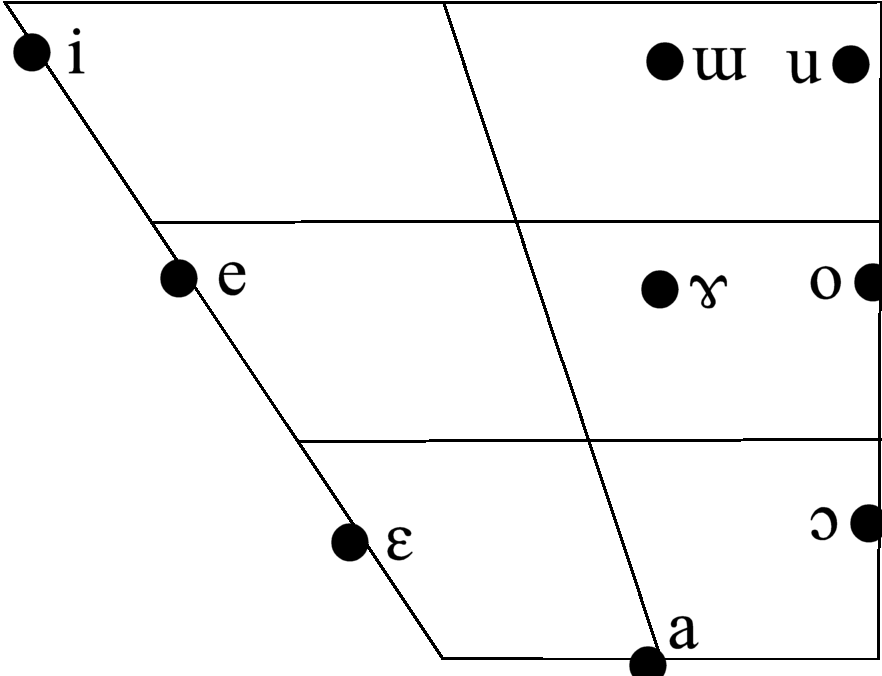
Monotongos do tailandês.

As vogais também existem em pares, de acordo com a sua duração, formados por uma vogal longa e outra curta: estes formam fonemas distintos, que podem por sua vez formam palavras não relacionadas no tailandês, mas que costumam ser transliteradas da mesma maneira: เขา (khao) significa "ele" ou "ela", enquanto ขาว (khao) significa "branco".
Os pares de vogais longas-curtas são os seguintes:
| Longa     | Longa | Longa    | Longa                   | Curta       | Curta | Curta  | Curta                |
| Tailandês | AFI   | AFI      | Trad.                   | Thai script | AFI   | AFI    | Trad.                |
| --------- | ----- | -------- | ----------------------- | ----------- | ----- | ------ | -------------------- |
| –า        | /aː/  | /fǎːn/   | 'fatiar'                | –ะ          | /a/   | /fǎn/  | 'sonhar'             |
| –ี         | /iː/  | /krìːt/  | 'cortar'                | –ิ           | /i/   | /krìt/ | 'punhal'             |
| –ู         | /uː/  | /sùːt/   | 'inalar'                | –ุ           | /u/   | /sùt/  | 'o último numa fila' |
| เ–        | /eː/  | /ʔēːn/   | 'reclinar'              | เ–ะ         | /e/   | /ʔēn/  | 'ligamento'          |
| แ–        | /ɛː/  | /pʰɛ́ː/   | 'ser derrotado'         | แ–ะ         | /ɛ/   | /pʰɛ́ʔ/ | 'cabra'              |
| –ื         | /ɯː/  | /kʰlɯ̂ːn/ | 'onda'                  | –ึ           | /ɯ/   | /kʰɯ̂n/ | 'subir'              |
| เ–อ       | /ɤː/  | /dɤ̄ːn/   | 'andar'                 | เ–อะ        | /ɤ/   | /ŋɤ̄n/  | 'prata'              |
| โ–        | /oː/  | /kʰôːn/  | 'derrubar (uma árvore)' | โ–ะ         | /o/   | /kʰôn/ | 'grossa (uma sopa)'  |
| –อ        | /ɔː/  | /klɔːŋ/  | 'tambor'                | เ–าะ        | /ɔ/   | /klɔ̀ŋ/ | 'caixa'              |

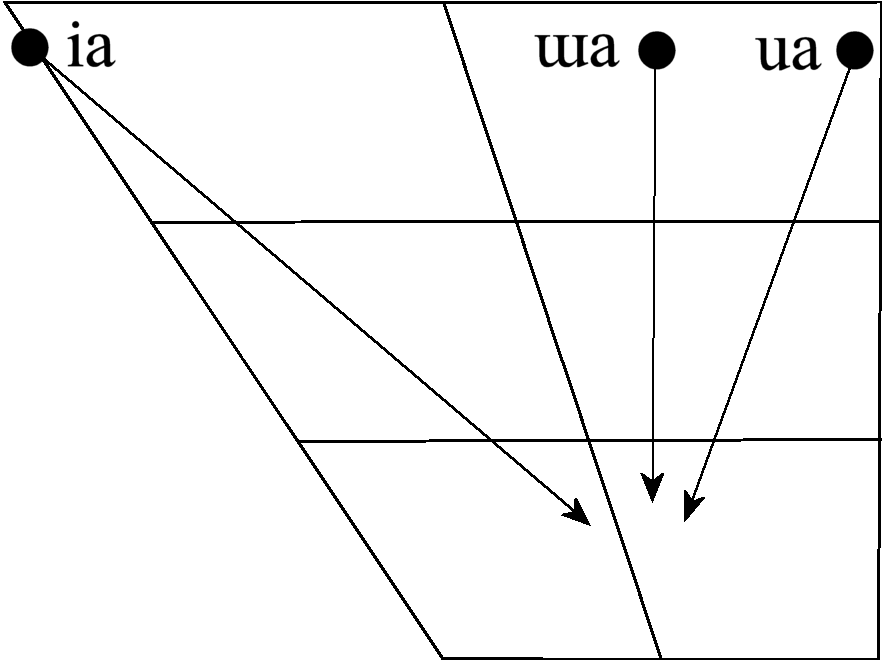
Ditongos do tailandês.

As vogais básicas do tailandês podem ser combinadas, formando ditongos; alguns destes términos em vocóides altas foram interpretados como sendo /Vj/ e /Vw/ subjacentes. Para os propósitos de indicar determinado tom, aqueles que estiverem marcados com um asterisco também são classificados como longos:
| Longo     | Longo | Curto         | Curto |
| Tailandês | AFI   | Tailandês     | AFI   |
| --------- | ----- | ------------- | ----- |
| –าย       | /aːj/ | ไ–*, ใ–*, ไ–ย | /aj/  |
| –าว       | /aːw/ | เ–า*          | /aw/  |
| เ–ีย       | /iːa/ | เ–ียะ          | /ia/  |
| –         | –     | –ิว            | /iw/  |
| –ัว        | /uːa/ | –ัวะ           | /ua/  |
| –ูย        | /uːj/ | –ุย            | /uj/  |
| เ–ว       | /eːw/ | เ–็ว           | /ew/  |
| แ–ว       | /ɛːw/ | –             | –     |
| เ–ือ       | /ɯːa/ | –             | –     |
| เ–ย       | /ɤːj/ | –             | –     |
| –อย       | /ɔːj/ | –             | –     |
| โ–ย       | /oːj/ | –             | –     |

Existem ainda três tritongos, todos longos:
| Tailandês | AFI   |
| --------- | ----- |
| เ–ียว      | /iow/ |
| –วย       | /uɛj/ |
| เ–ือย      | /ɯɛj/ |

## Vocabulário
Com a exceção de compostos e termos de origem estrangeira, a maior parte do vocabulário do tailandês é formado por palavras monossilábicas. Historicamente, as palavras foram "emprestadas" com maior frequência do sânscrito e do páli, especialmente no que diz respeito à terminologia budista. O antigo khmer também contribuiu, especialmente em relação à terminologia usada na corte real. Desde o início do século XX o inglês tem uma influência cada vez maior, e diversas palavras em chinês (dialeto teochew) também são usadas, algumas até mesmo substituindo palavras existentes em tailandês.
Uma característica notável do idioma é o uso do horário tailandês de seis horas, além do tradicional horário de 24 horas.

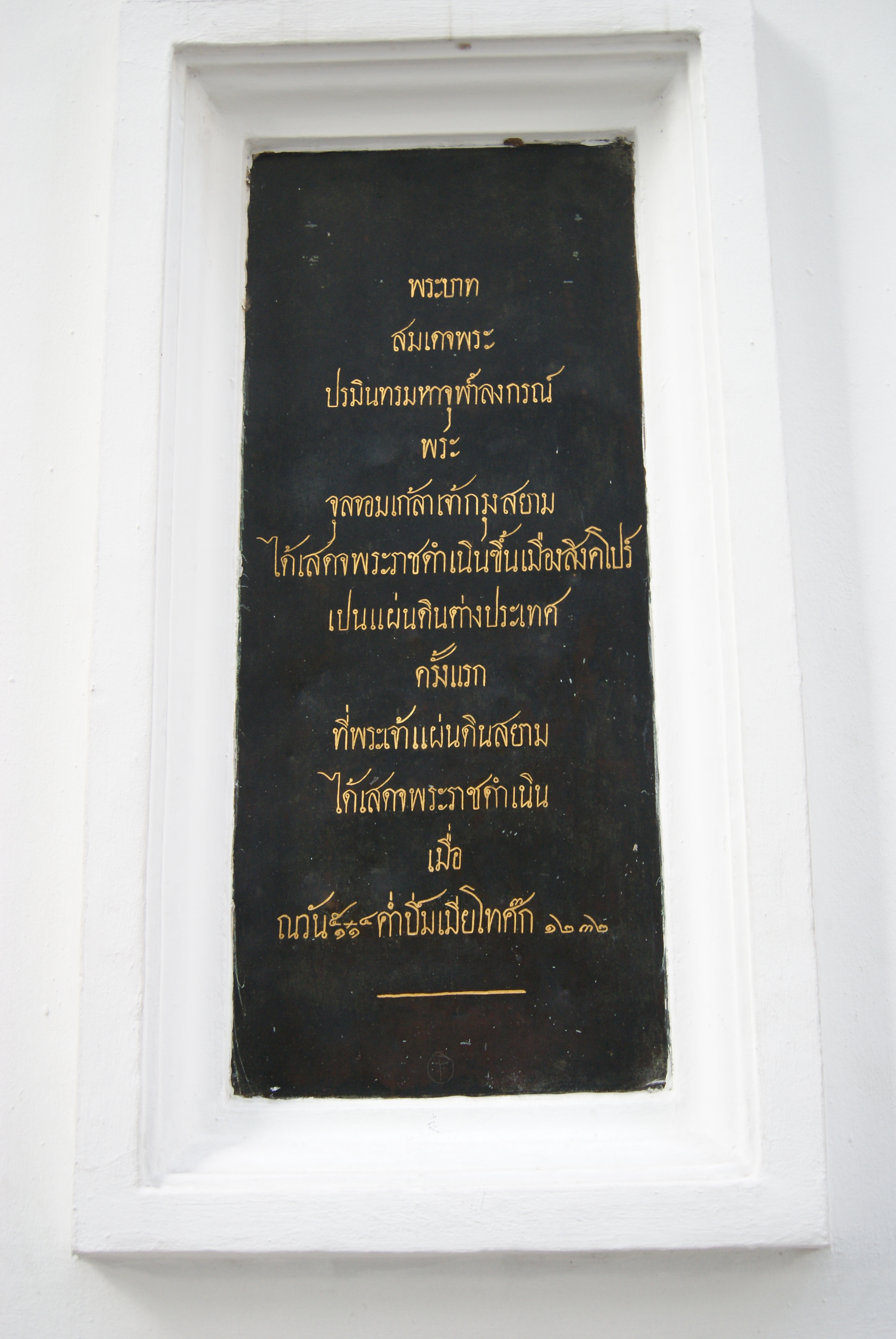
Exemplo de texto em tailandês em Singapura